# ザクスピード・891
ザクスピード・891 (Zakspeed 891) は、ザクスピードが1989年のF1世界選手権に投入したフォーミュラ1カー。ヤマハ発動機が開発した自然吸気エンジンを搭載した。891はザクスピードにとって最初でかつ唯一の他社製エンジンを搭載したF1マシンであった。予選通過は2回、完走はできなかった。

## ヤマハとのジョイント
ザクスピードはF1初参戦以来、自製の直4ターボエンジンで参戦していたが、FIAによるレギュレーション変更により自然吸気エンジンの使用を強制されたこのシーズンは初めて外部メーカーが開発したエンジンを使用した。ヤマハ発動機は、これまでF2やF3000にエンジンを供給し成功していたが、F1での経験は無かったこともあり、まずは小規模のF1チームとの提携を希望していた。小規模チームとの提携であれば過大な期待を集めること無く、エンジン開発の経験を積むことができると考えていたヤマハは、F1参戦パートナーとして'88年初夏にシャシーデザイナーのグスタフ・ブルナーと会談を持ち、彼と組むことを決定。ブルナーが当時リアルに在籍していたことから「リアルとやるはずだったけど、ブルナーが急にリアルを辞めて移籍したから結果的にザクスピードになった（山下隆一ヤマハ事業部長）」という経緯を経て、ヤマハとザクスピードの提携は1988年9月に発表された。山下によれば「他にもレイトンハウスの赤城明代表とはちゃんと話をした。赤城さんはやるなら独占供給との希望でしたが、その時にはすでにブルナーとやることが決まっていたのでレイトンハウス・ヤマハは実現しなかったんです。」と述べている。そしてヤマハはザクスピードに全日本F3000チャンピオンをヤマハで獲得した鈴木亜久里を紹介することになった。
ザクスピード側から見れば、主にチームの財政的な理由のため、チームマネージャーのエリック・ザコウスキーは有償のコスワースDFRではなく、無償のヤマハエンジンを選択した。ヤマハとザクスピードの組み合わせは、1983年のホンダとスピリット・レーシングの関係によく似ていた。

## 開発

### シャシー
891はグスタフ・ブルナーによって設計された。完全な新設計で、ターボマシンだったザクスピードの前型881から受け継いだ点は無く、ブルナーが前年設計した成功作、リアル・ARC1の発展型であった。891は細身のテール部と低いサイドボックスを持つコンパクトな車であった。傾斜したエンジンカバーと統合されたエアインテイクを装備しており、インダクションポッドのエアインテイク形状はコース特性によって使い分ける4種類がブルナーによって準備されていた。サスペンションは対角状に構成された。891は4台が作製された。開幕戦ブラジルGPにはスペアカーが間に合わなかったが、第2戦サンマリノGPで3台目のマシンが持ち込まれ、1号車はスペアカーとなった。第12戦イタリアGPまでに4台目のシャシーが完成した。
10月の日本GPを前に宮城県スポーツランドSUGOで2日間の集中テストを行い、鈴木亜久里がトータル57周を走り「ようやく走り込んでまともなテストが出来た。クルマのバランスが良くなった」と語った。ベストタイムは1分9秒37で、F3000でのコースレコードより3秒速いタイムだった。891はシーズン開始からフロントもリヤもグリップが無い状態が続いていたが、このテストによりフロントのキャスタ角が最善のものが見つかり、グリップバランスがようやくまともになったという。テストに参加したスタッフからは「これがもっと早くわかってりゃよかったのにね。」という声が多く聞かれた。シュナイダーも「菅生テストの効果でマシンバランスが飛躍的に良くなった」と強調し、日本GPで開幕戦以来7ヵ月ぶりとなる予備予選突破を果たした。

### エンジン

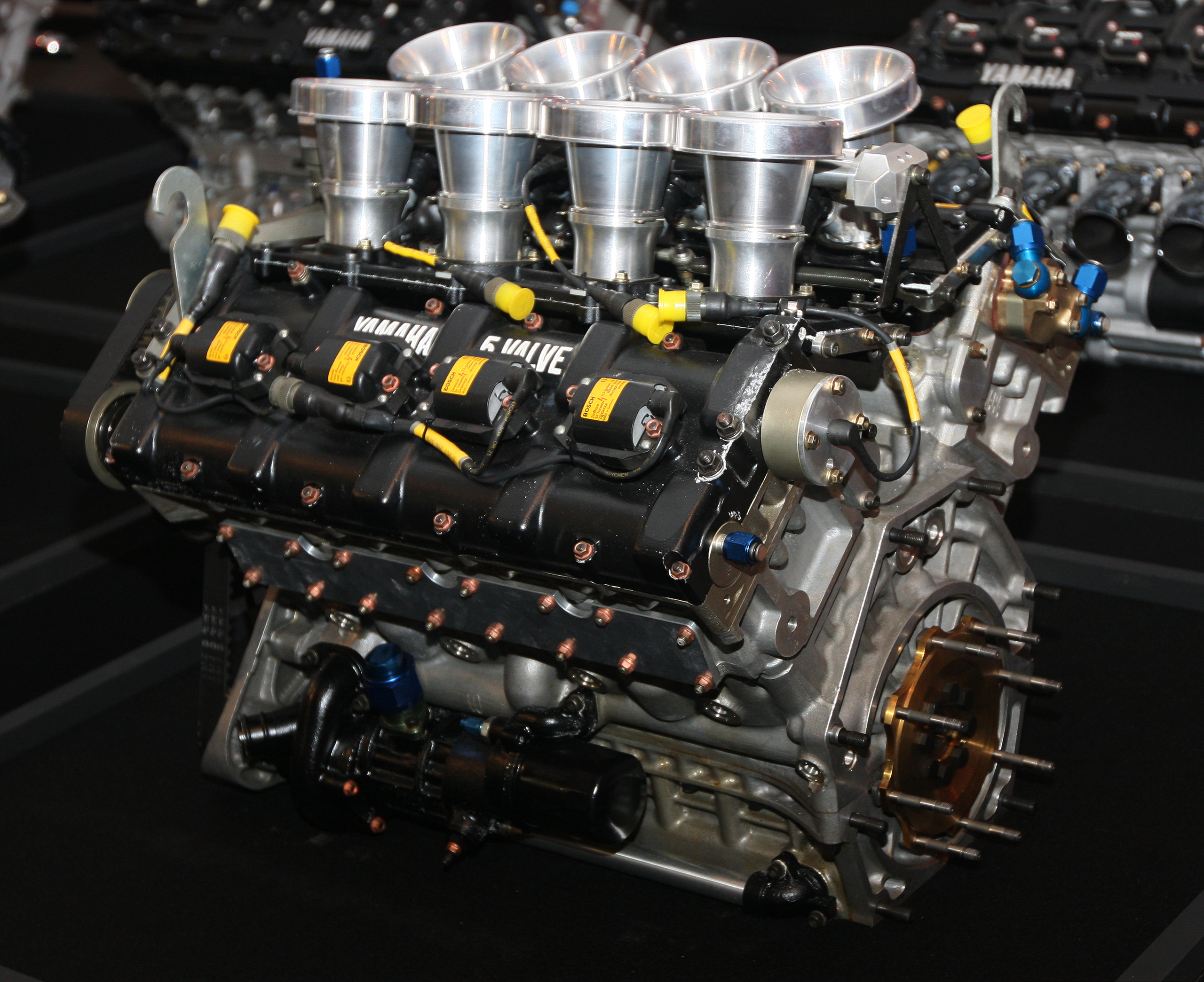
ヤマハ・OX88

エンジンも新設計のヤマハ・OX88が搭載された。OX88はV型8気筒の自然吸気で、コンパクトなエンジンであった。エンジンブロックは全長56cm、全幅57cmであり、バンク角は75度であった。シリンダーヘッドに5バルブを装着し、1つのタイミングベルトでバルブタイミングならびに油圧と水ポンプを動作させた。
OX88の公称出力は600馬力であったが、891に搭載すると580馬力しか出力できず、これは1989年シーズンに使用されたエンジンの中で最小の出力であった。OX88はまだ未熟で信頼性が低く、ヤマハの技術者は比較的高度な技術に圧倒された。長い歯付きベルトの不具合や、負荷の変化による脆弱性は多くの場合エンジンの故障につながった。開幕後、第5戦までドライバーもブルナーもしきりに「エンジンパワーが足りない」と訴えていたが、ヤマハ側で調べてみると、ベンチテストで確認できている最高出力が891に搭載されると全部引き出すことが出来ていないというシャシー側の問題が大きいことが判明。主にエキゾーストパイプを最大出力が出る計算通りの長さに作るとそれが891のフロアに設置できないという構造上の制約があった。これが解決したのは第7戦で、それまではエンジンパワーは出力を阻害されていた。
第6戦からは熟成が進んだことでエンジンは壊れなくなったが、チーム側のシャシーセッティングが迷走し、車体セッティングをあまりに頻繁に大きく変えてしまうため、「マシンに起きる問題が車体側の影響なのかエンジン側の影響なのか掴みづらい、エンジンのテストデータがきちんと集められない（後藤正徳監督談）」という状況も生じた。
1991年からヤマハF1プロジェクトリーダーに就く木村隆昭はヤマハのF1挑戦初期を回顧して「1年目は完走を果たすこと、2年目には入賞してポイントを取る位置に常に入りたいと描いていた。やり始めるとF1は我々の想像を越えたところにあった。それだけ我々がF1を知らなくて、勉強することが多かったという事です。」と語り、「F3000とF1のギャップは大きかった。16戦世界を転戦するという規模の大きさ、それに対する我々のアプローチが未熟だった。F3000のように技術的な競争の厳しさだけなら行けたと思うが、F1の現場は各国の開催地までの距離、物量の問題、日本から1万キロ以上離れたところで毎回レースをするという事の大変さはトータルな面で難しさがありました。実際にやってみないとこの大変さは分からないんですよね。この部分の理解が我々は遅かったです。自分たちの活動規模の範囲内で一生懸命探ったという感じで終わってしまった。」とF1初年度の困難について述べている。ヤマハのF1プロジェクトの規模は、GPサーキットに行く人数が現地採用のトレーラードライバーやPR担当者を含めて10数人程度の規模であった（この規模は1995年時点でも同様）。

## レース戦績
ザクスピードはシーズン前に新車で一連のテストを行った。1989年2月から3月にはエンジンでは多くの初期問題が発生した。開幕戦直前のリオデジャネイロにおけるテストでは、エンジンに8回のトラブルが生じ、数Kmしか走行できなかった。シャシー側でもドライブシャフトやトランスミッション、オイルポンプ、電気配線とトラブルが続発。満足な連続走行ができないという弱点を持つチーム体制そのものがシャシー性能やエンジン性能以前の短所であった。
前年の成績により、1989年のザクスピードは予備予選への出走を課された。ドライバーはフル参戦2年目のベルント・シュナイダーとフル参戦初年度の鈴木亜久里だったが、両者ともマシンの競争力に苦しめられた。全16戦のうちシュナイダーがブラジルGPと日本GPの2戦で決勝に進出した他は、全て予備予選不通過となった。また、決勝に進出した2レースはいずれもリタイアに終わった。891の設計者であるブルナーはザクスピードのギア比選択のミスやミッション組み込みミスなどチームの杜撰さに早々と見切りをつけ、9月にレイトンハウス・マーチのエイドリアン・ニューウェイに誘われると即移籍しチームを去った。第15戦日本GP期間中には鈴木亜久里のラルース移籍も公表され去って行った。1人だけ残ることになったシュナイダーとザクスピード・ヤマハは1990年1月にポールリカールで修正型の891でテストを行った。しかしながら'90年2月1日にザクスピードは新シーズン参戦継続をついに諦め、F1からの撤退を表明した。
ヤマハ・OX88はグランプリで再利用されることは無かったが、ヤマハが1990年3月にブラバムと新たに1991年からの複数年契約に仮署名。新設計の12気筒エンジン、OX99を供給することになり、そのプロジェクトの準備のために同年ブラバムにOX88を搭載した暫定マシンが製作され、片山右京と小河等によるデータ収集テストに使用された。

## F1における全成績
(key) （太字はポールポジション）
| 年     | チーム                            | エンジン       | タイヤ | No. | ドライバー   | 1    | 2    | 3    | 4    | 5    | 6    | 7    | 8    | 9    | 10   | 11   | 12   | 13   | 14   | 15   | 16   | ポイント | 順位 |
| ------ | --------------------------------- | -------------- | ------ | --- | ------------ | ---- | ---- | ---- | ---- | ---- | ---- | ---- | ---- | ---- | ---- | ---- | ---- | ---- | ---- | ---- | ---- | -------- | ---- |
| 1989年 | ウエスト ザクスピード・レーシング | ヤマハ OX88 V8 | P      |     |              | BRA  | SMR  | MON  | MEX  | USA  | CAN  | FRA  | GBR  | GER  | HUN  | BEL  | ITA  | POR  | ESP  | JPN  | AUS  | 0        | NC   |
| 1989年 | ウエスト ザクスピード・レーシング | ヤマハ OX88 V8 | P      | 34  | シュナイダー | Ret  | DNPQ | DNPQ | DNPQ | DNPQ | DNPQ | DNPQ | DNPQ | DNPQ | DNPQ | DNPQ | DNPQ | DNPQ | DNPQ | Ret  | DNPQ | 0        | NC   |
| 1989年 | ウエスト ザクスピード・レーシング | ヤマハ OX88 V8 | P      | 35  | 鈴木         | DNPQ | DNPQ | DNPQ | DNPQ | DNPQ | DNPQ | DNPQ | DNPQ | DNPQ | DNPQ | DNPQ | DNPQ | DNPQ | DNPQ | DNPQ | DNPQ | 0        | NC   |